# Giuseppe Marino
Giuseppe Marino (Palermo, 1º maggio 1969) è un ex calciatore italiano, di ruolo difensore.

## Carriera

### Giocatore
Ha iniziato la carriera in Interregionale (stagione 1986-1987) con la maglia del Favara, dove colleziona 29 presenze e 2 reti.
Per la stagione successiva esordisce fra i professionisti, segnando un gol in 21 partite con la maglia del Trapani in Serie C2.
Per la stagione 1988-1989 viene tesserato dall'Inter, che a fine campionato vince lo scudetto. Coi nerazzurri non esordisce, venendo ceduto per la stagione successiva al Lanerossi Vicenza, in Serie C1 (28 presenze, un gol).
Tornato all'Inter per la stagione 1990-1991, non gioca alcuna partita con la squadra che a fine stagione vince la Coppa UEFA. La stagione 1991-1992 la gioca al Taranto, in Serie B, categoria nella quale colleziona 27 presenze ed una rete, impiegato nel ruolo di libero e distinguendosi per personalità e facilità di calcio.
Tornato ancora all'Inter per la stagione seguente, un grave incidente stradale lo coinvolge il 21 giugno 1992: ormai quasi arrivato a Palermo, ha un colpo di sonno a cui consegue il volo dell'automobile nell'altra parte della carreggiata. La prognosi fu edema cerebrale, frattura alla spalla, rottura dell’omero e alcune ferite lacero-contuse: per Marino, la carriera ad alti livelli finisce qui.
A novembre viene ceduto di nuovo al Taranto, con cui disputa altre due presenze in Serie B, giocando pochissimo per via del grave infortunio. Nel 1993 passa al Modena, con cui gioca l'ultima stagione nella serie cadetta della sua carriera, collezionando 20 presenze: inizialmente parte titolare insieme a Beppe Baresi, ma in seguito il posto in difesa gli viene sfilato da Daniele Adani. In Serie B conta quindi 49 presenze ed una rete.
È al Modena anche nella stagione seguente, dove non colleziona presenze e a gennaio passa alla Turris, in Serie C1, dove gioca 15 partite. Chiude la carriera in Serie C2, prima col Marsala (15 presenze ed una rete) e poi col Catania (17 apparizioni). L'ultima sua esperienza sul campo è al Club Marconi, in Australia..

### Allenatore
Durante la sua militanza nell'Inter ha approfondito la conoscenza con Giuseppe Baresi, che a partire dagli anni duemila gli ha permesso di collaborare col progetto di Inter Campus.
Ha inoltre allenato il Tolentino, la Recanatese ed è stato direttore tecnico dell'Altofonte.